# مارتا تورخون
مارتا تورخون مویا (به اسپانیایی: Marta Torrejón Moya) (زادهٔ ۲۷ فوریه ۱۹۹۰) یک بازیکن فوتبال اسپانیایی است که به عنوان مدافع در بارسلونا بازی می‌کند. وی پیش از این کاپیتان تیم ملی فوتبال زنان اسپانیا بود و در ۹۰ بازی انجام داد و ۹ گل به ثمر رساند.

## حرفه باشگاهی
تورخون در سن ۱۴ سالگی در لیگ برتر فوتبال زنان اسپانیا برای اسپانیول به میدان رفت. در سال ۲۰۱۱، او در فینال کوپا د لا رینا شروع کرد، جایی که آن‌ها در وقت‌های اضافی مقابل باشگاه آینده‌اش، بارسلونا شکست خوردند.
دو سال بعد، در ۲۳ سالگی، او با بارسلونا قرارداد امضا کرد و در حال حاضر کاپیتان سوم باشگاه است.
تورخون با بارسلونا سه قهرمانی در لیگ و سه قهرمانی در کوپا د لا رینا به دست آورده‌است.
در فصل ۲۰۱۶–۲۰۱۷، بارسلونا برای اولین بار در تاریخ باشگاه به نیمه‌نهایی لیگ قهرمانان اروپای زنان رسید. آن‌ها در مجموع توسط پاری سن ژرمن، جایی که تورخون هر دو مسابقه را از ابتدا آغاز کرد، با نتیجه ۵–۱ حذف شدند.

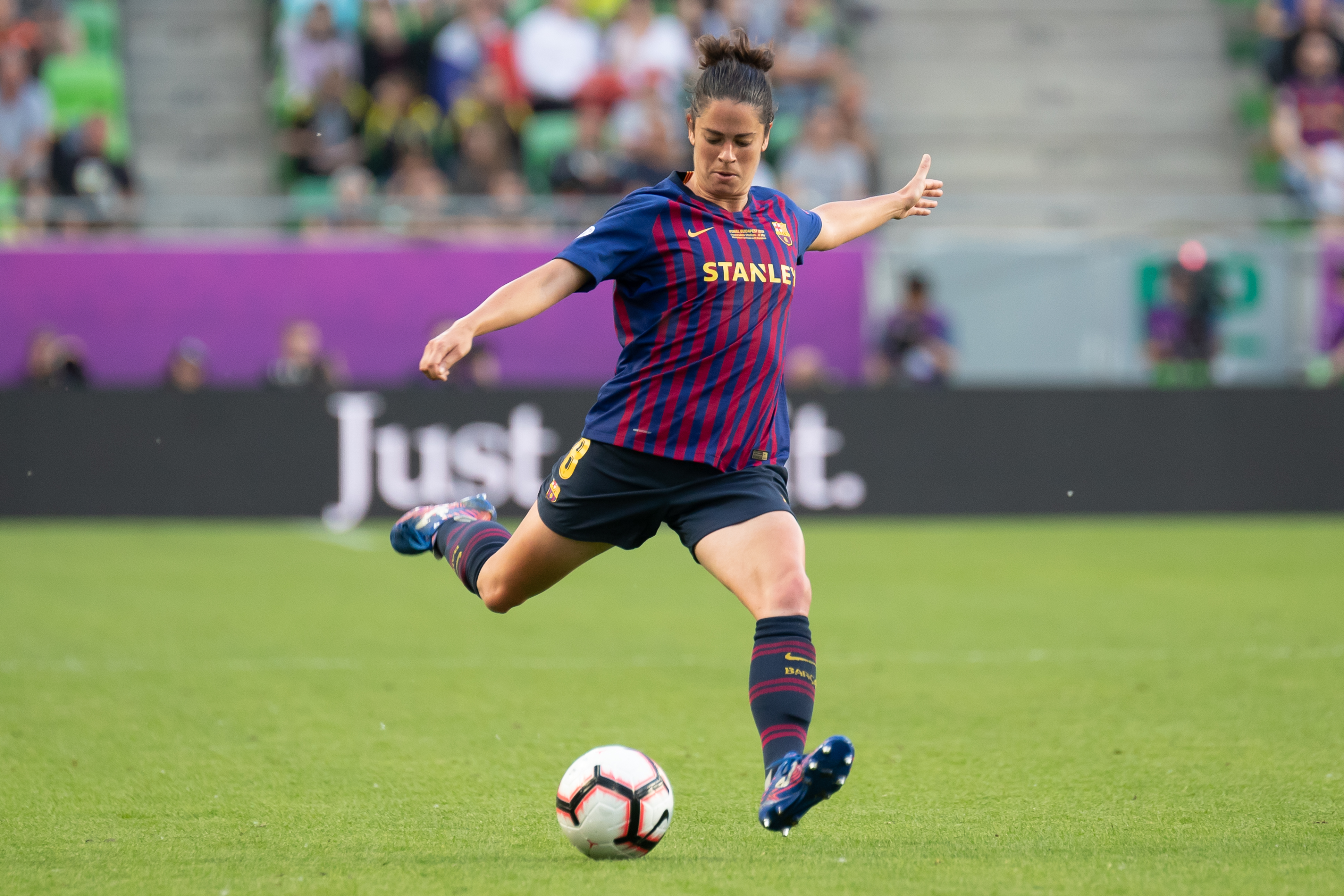
تورخون در جریان فینال لیگ قهرمانان اروپای زنان ۲۰۱۹

در فصل ۲۰۱۸–۲۰۱۹، او برای دفاع از بارسلونا برای اولین بار در تاریخ باشگاه راهی یک فینال لیگ قهرمانان اروپای زنان شد. تورخون هر دو بازی را مقابل بایرن آغاز کرد، جایی که بارسلونا در مجموع ۲–۰ پیروز شد.
در ۱۸ مه ۲۰۱۹، تورخون در اولین فینال لیگ قهرمانان اروپای زنان بارسلونا در مقابل لیون، که در این بازی ۴–۱ پیروز شد، شروع کرد.
در سال ۲۰۲۰، تورخون در هر دو مسابقه در اولین دوره مسابقات سوپر جام زنان حضور داشت. در فینال مقابل رئال سوسیداد، او ۴ گل از ۱۰ گل بارسلونا را به ثمر رساند و به عنوان بهترین بازیکن مسابقات انتخاب شد.

## حرفه بین‌المللی

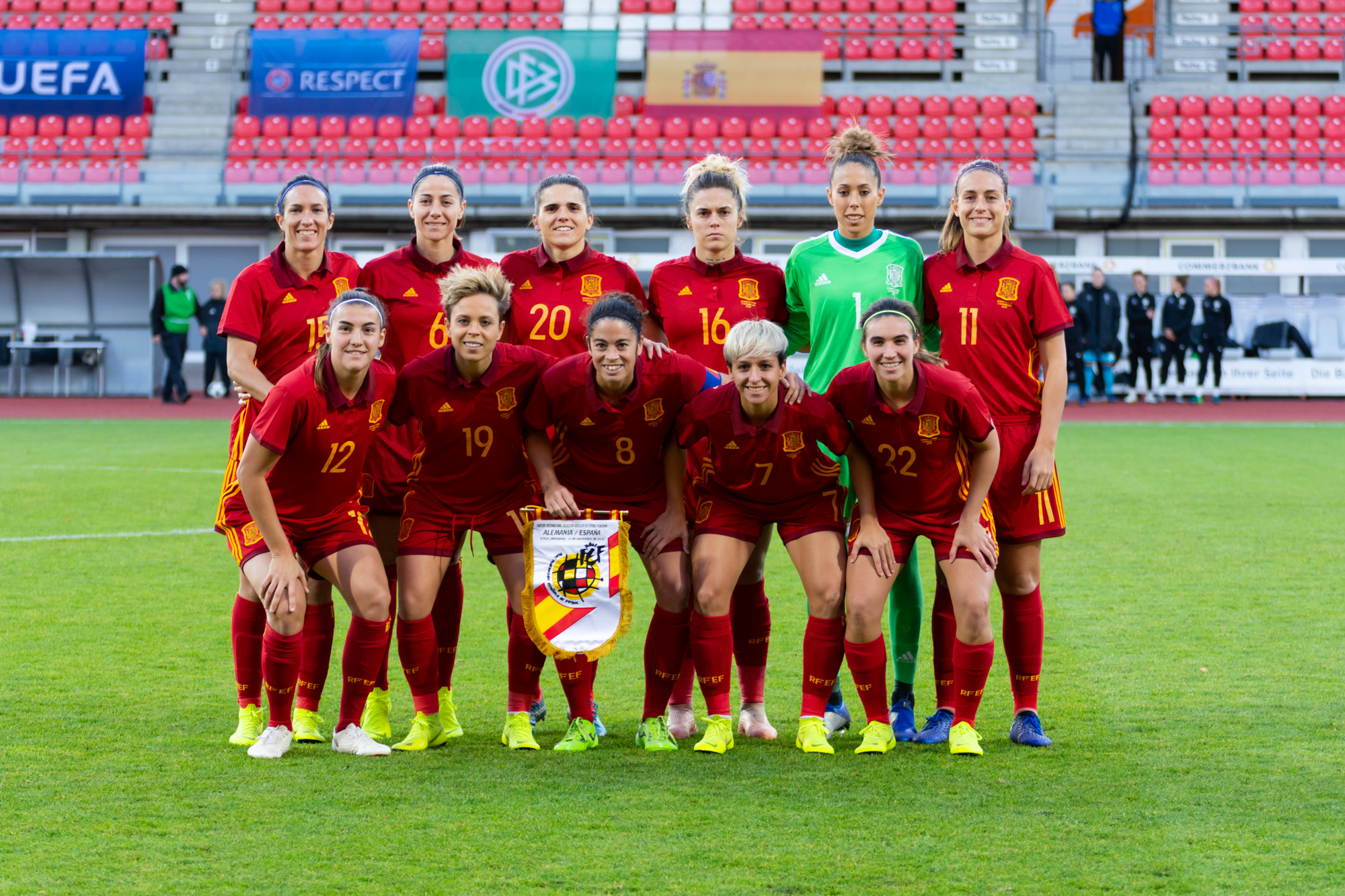
تیم ملی فوتبال زنان اسپانیا

تورخون در نوامبر ۲۰۰۷ با شکست ۱–۰ مقابل انگلستان در شروزبری، اولین بازی خود برای تیم ملی فوتبال زنان اسپانیا را انجام داد.
در ژوئن ۲۰۱۳، ایگناسیو کوئردا، مربی تیم ملی، تورخون را در تیم یوروی زنان ۲۰۱۳ سوئد انتخاب کرد. او در هر دقیقه از بازی‌های اسپانیا بازی می‌کرد که با شکست ۳–۱ مقابل نروژ در مرحله یک چهارم نهایی به پایان رسید.
او در جام جهانی فوتبال زنان ۲۰۱۵ کانادا و در هر دقیقه فعالیت تیمی در ترکیب اسپانیا بود. پس از عملکرد ضعیف اسپانیا با دو باخت و یک تساوی در مرحله گروهی، وی و ۲۲ هم تیمی‌اش در این مسابقات خواستار استعفا مربی ایگناسیو کوئردا از تیم ملی شدند.
وی در جام جهانی فوتبال زنان ۲۰۱۹ فرانسه دو بازی انجام داد. دیدار مقابل آلمان در نهایت آخرین حضور وی در اسپانیا بود.
پس از جام جهانی زنان ۲۰۱۹، او در توییتر بازنشستگی خود را از تیم ملی اعلام کرد. وی با بیشترین بازی ملی برای تیم ملی زنان اسپانیا با ۹۰ بازی بازنشسته شد.

## زندگی شخصی
برادر وی مارک تورخون، فوتبالیستی است که در آلمان برای یونیون برلین بازی می‌کند.

## افتخارات

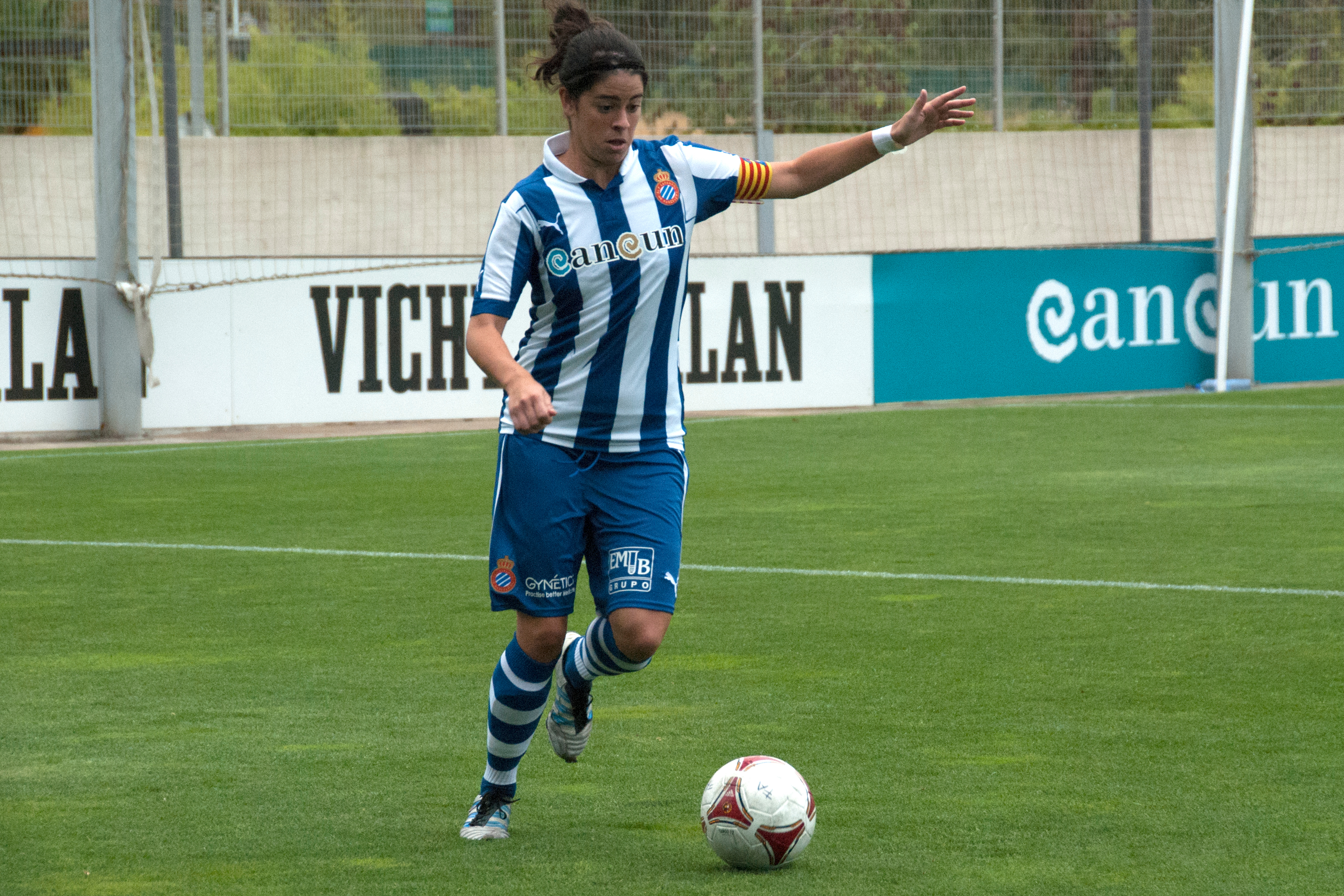
تورخون در حال کاپیتانی اسپانیول در ۲۰۱۲

### باشگاهی
اسپانیول
- لیگ برتر: قهرمان، ۰۶–۲۰۰۵
- کوپا د لا رینا: قهرمان، ۲۰۰۶، ۲۰۰۹، ۲۰۱۰، ۲۰۱۲
- کوپا کاتالونیا: قهرمان، ۲۰۰۵، ۲۰۰۶، ۲۰۰۷، ۲۰۰۸

بارسلونا
- لیگ برتر: قهرمان، ۱۴–۲۰۱۳، ۱۵–۲۰۱۴، ۲۰–۲۰۱۹
- لیگ قهرمانان اروپای زنان: نایب‌قهرمان، ۱۹–۲۰۱۸
- کوپا د لا رینا: قهرمان، ۲۰۱۴، ۲۰۱۷، ۲۰۱۸
- سوپر جام زنان: قهرمان، ۲۰۲۰
- کوپا کاتالونیا: قهرمان، ۲۰۱۵، ۲۰۱۶، ۲۰۱۷، ۲۰۱۸، ۲۰۱۹

اسپانیا
- جام آلگاروه: قهرمان، ۲۰۱۷
- جام قبرس: قهرمان، ۲۰۱۸